# Vaqueras de Bayamón
Vaqueras de Bayamón est un club portoricain de volley-ball fondé en 2001 et basé à Bayamón, évoluant pour la saison 2013 en LVSF.

## Effectifs

### Saison 2013
Entraîneur : Luis Aponte  Porto Rico